# Bocana umbrina
Bocana umbrina är en fjärilsart som beskrevs av Willie Horace Thomas Tams 1924. Bocana umbrina ingår i släktet Bocana och familjen nattflyn. Inga underarter finns listade i Catalogue of Life.